# Catacraerus eximius
Catacraerus eximius är en skalbaggsart som beskrevs av Thérond 1957. Catacraerus eximius ingår i släktet Catacraerus och familjen stumpbaggar. Inga underarter finns listade i Catalogue of Life.